# Camille Mortenol
Camille Mortenol, född 29 november 1859 i den franska kolonin Guadeloupe, död 22 december 1930 i Paris, var en fransk sjöofficer. Han står staty i Paris och har flera gator uppkallade efter sig både i Paris i Guadeloupe.

## Bakgrund
Mortenol var av afrikansk härkomst och svart. Hans far, André Mortenol, hade varit slav och själv köpt sig fri bara något år innan slaveriet i Guadeloupe avskaffades. Fadern försörjde sig som skeppare och modern, Julienne Toussaint var sömmerska. Mortenol växte upp i Point-á-Pitre, vilken är den största staden på Guadeloupe. Redan under skoltiden visade han en ovanlig begåvning, särskilt i matematik. En fransk missionär, Victor Schoelcher, uppmärksammade pojkens exceptionella begåvning och hjälpte till så att Mortenol fick ett stipendium för att studera vid Lycée Montaigne in Bordeaux, Frankrike. Vid detta lärosäte avlade han en akademisk grundexamen i naturvetenskap. Därefter vann han inträde vid  École Polytechnique i Paris och examinerades 1880 som den 19:e främste studenten bland 205 studenter.
Efter examen kunde han välja officersbanan och valde då flottan, förmodligen för att hans far var skeppare. Som ung fransk officer deltog i två av flottans företag mot Madagaskar under 1890-talet. Då visade han utomordentlig förmåga att leda förband och fick höga utmärkelser för sina insatser.  General Joseph Gallieni uppmärksammande honom som en exceptionellt duglig officer. År 1901 deltog han i den franska expeditionen till Ogowe i franska Kongo (nuvarande Gabon). Han fick de högsta vitsorden av sina chefer.

## Karriär
Mortenol utbildade sig för tjänstgöring på torpedbåtar och 1904 utnämndes han till kapten och chef för ett förband torpedbåtar som opererade i Stilla havet. År 1907 blev han chef för en flottilj torpedbåtar som patrullerade i södra delen av Kinesiska sjön. Han tjänstgjorde sammanlagt fem år på torpedbåtar i Stilla havet. Tiden 1909–1914 hade han stabstjänst vid flottans högkvarter i Brest. 
Vid världskrigets utbrott (som senare benämns första världskriget) var general Gellieni militärguvernör i Paris. Denne utsåg Mortenol till chef för det då inrättade luftförsvaret av huvudstaden. Tyska flygplan och zeppelinare hade börjat göra räder in över Paris. Med stor kraft och skicklighet började Mortenol bygga upp ett luftförsvar med observatörsposter, starka strålkastare och luftvärnskanoner. Allt detta var tekniska nyheter.
År 1917 uppnådde Mortenol pensionsåldern 58 år och skulle egentligen gå i pension, men eftersom kriget alltjämt pågick behövde man ha kvar honom i aktiv tjänst. Han utnämndes då till överste i artilleriets reserv. Efter kriget, år 1919, gick han slutligen i pension och hade då tjänstgjort i flottan i över tre decennier. Han hade 1902 gift sig med Marie-Louise Vitalo, som kom från franska Guyana. De fick inte några barn. Under sin levnad återvände Mortenol bara en gång till sitt hemland Guadeloupe. Som pensionär skrev han ibland tidningsartiklar i tidningar som gavs ut på Guadeloupe, bland annat i Les Nouvelistes. Han var en centralfigur bland de personer från Guadeloupe som bodde i Paris. Dessutom var han engagerad i frågor kring etnisk diskriminering i Frankrike. Mortenol avled den 22 december 1930 och är begravd på kyrkogården Vaugiard i Paris. År 2014 utnämndes han till en av de fyra personer som gjort hjälteinsatser av försvaret av Paris under kriget. Två fartyg har fått hans namn. och han står staty i Pointe-à-Pitre, Guadeloupe, och i Paris. Flera gator har uppkallats efter honom både i Frankrike och Guadeloupe.